# Plongeon aux Jeux olympiques d'été de 2012
Navigation
Pékin 2008 Rio de Janeiro 2016
Les épreuves de plongeon des Jeux olympiques d'été de 2012 ont lieu du 29 juillet au 11 août 2012 au London Aquatics Centre à Londres au Royaume-Uni. Le plongeon est une des quatre disciplines aquatiques des Jeux avec la natation, le water-polo et la natation synchronisée.
À cette occasion, 8 épreuves sont organisés (soit 4 pour les hommes et 4 pour les femmes): le tremplin à 3 m individuel, le tremplin à 3 m synchronisé, le haut-vol à 10 m individuel et le haut-vol à 10 m synchronisé.
Le plongeon sera représenté par 136 athlètes lors des Jeux de 2012. Tous les plongeurs doivent être au moins âgés de 14 ans au 31 décembre 2012.

## Système de qualification
Chaque nation peut qualifier au maximum 16 nageurs (soit jusqu'à 8 hommes et 8 femmes) et peut faire participer au maximum 2 plongeurs dans les épreuves individuels et une équipe dans les épreuves synchronisés.
Pour les épreuves de plongeon individuels, les qualifiés sont :
- les douze finalistes dans chaque épreuve des championnats du monde 2011
- les 5 champions continentaux dans chaque épreuve
- et jusqu'à 18 demi-finalistes de la coupe du monde de plongeon 2012.

Pour les épreuves synchronisés (équipes), les qualifiés sont:
- les trois premiers dans chaque épreuve des championnats du monde 2011
- les quatre premiers dans chaque épreuve à la coupe du monde 2012
- et le pays hôte (la Grande-Bretagne)[3].

Note : Les places qualificatives vont à la nation : elles ne sont pas liés au plongeur individuel qui a obtenu une place lors des différents épreuves de qualification. Toutefois, un plongeur individuel ne peut qu'obtenir qu'une place pour sa nation.

## Nations participantes
25 nations participent aux épreuves de plongeon aux Jeux olympiques de 2012.
- Chine (12)
- Grande-Bretagne (12)[5]
- États-Unis (11)
- Australie (10)[6]
- Mexique (10)
- Canada (9)
- Malaisie (9)
- Ukraine (9)
- Allemagne (8)[7]
- Italie (8)
- Russie (7)
- France (5)
- Brésil (3)
- Corée du Nord (3)
- Cuba (3)
- Venezuela (3)[8]
- Biélorussie (2)
- Colombie (2)[9]
- Corée du Sud (2)
- Espagne (2)
- Hongrie (2)
- Suède (2)[10]
- Grèce (1)
- Japon (1)
- Norvège (1)

## Calendrier
| E | Éliminatoires | ½ | Demi-finale | F | Finale |

| Date →                                  | Dim 29 | Lun 30 | Mar 31 | Mer 1 | Ven 3 | Sam 4 | Dim 5 | Lun 6 | Mar 7 | Mar 7 | Mer 8 | Jeu 9 | Jeu 9 | Ven 10 | Sam 11 | Sam 11 |
| Épreuve ↓                               | A      | A      | A      | A     | A     | A     | S     | S     | M     | S     | S     | M     | S     | S      | M      | S      |
| --------------------------------------- | ------ | ------ | ------ | ----- | ----- | ----- | ----- | ----- | ----- | ----- | ----- | ----- | ----- | ------ | ------ | ------ |
| Tremplin à 3 mètres hommes              |        |        |        |       |       |       |       | E     | ½     | F     |       |       |       |        |        |        |
| Haut-vol à 10 mètres hommes             |        |        |        |       |       |       |       |       |       |       |       |       |       | E      | ½      | F      |
| Tremplin à 3 mètres synchronisé hommes  |        |        |        | F     |       |       |       |       |       |       |       |       |       |        |        |        |
| Haut-vol à 10 mètres synchronisé hommes |        | F      |        |       |       |       |       |       |       |       |       |       |       |        |        |        |
| Tremplin à 3 mètres femmes              |        |        |        |       | E     | ½     | F     |       |       |       |       |       |       |        |        |        |
| Haut-vol à 10 mètres femmes             |        |        |        |       |       |       |       |       |       |       | E     | ½     | F     |        |        |        |
| Tremplin à 3 mètres synchronisé femmes  | F      |        |        |       |       |       |       |       |       |       |       |       |       |        |        |        |
| Haut-vol à 10 mètres synchronisé femmes |        |        | F      |       |       |       |       |       |       |       |       |       |       |        |        |        |

## Résultats

### Podiums

#### Hommes
| Épreuve                                              | Or                           | Argent                                   | Bronze                                   |
| ---------------------------------------------------- | ---------------------------- | ---------------------------------------- | ---------------------------------------- |
| Tremplin à 3 mètres résultats détaillés              | Ilia Zakharov (RUS)          | Qin Kai (CHN)                            | He Chong (CHN)                           |
| Haut-vol à 10 mètres résultats détaillés             | David Boudia (USA)           | Qiu Bo (CHN)                             | Thomas Daley (GBR)                       |
| Tremplin à 3 mètres synchronisé résultats détaillés  | Chine Qin Kai Luo Yutong     | Russie Ilia Zakharov Ievgueni Kouznetsov | États-Unis Troy Dumais Kristian Ipsen    |
| Haut-vol à 10 mètres synchronisé résultats détaillés | Chine Cao Yuan Zhang Yanquan | Mexique Iván García Germán Sánchez       | États-Unis David Boudia Nicholas McCrory |

#### Femmes
| Épreuve                                              | Or                         | Argent                                   | Bronze                                  |
| ---------------------------------------------------- | -------------------------- | ---------------------------------------- | --------------------------------------- |
| Tremplin à 3 mètres résultats détaillés              | Wu Minxia (CHN)            | He Zi (CHN)                              | Laura Sánchez (MEX)                     |
| Haut-vol à 10 mètres résultats détaillés             | Chen Ruolin (CHN)          | Brittany Broben (AUS)                    | Pandelela Rinong Pamg (MAS)             |
| Tremplin à 3 mètres synchronisé résultats détaillés  | Chine He Zi Wu Minxia      | États-Unis Kelci Bryant Abigail Johnston | Canada Jennifer Abel Émilie Heymans     |
| Haut-vol à 10 mètres synchronisé résultats détaillés | Chine Chen Ruolin Wang Hao | Mexique Paola Espinosa Alejandra Orozco  | Canada Meaghan Benfeito Roseline Filion |

### Tableau des médailles
| Rang  | Nation          | Or | Argent | Bronze | Total |
| ----- | --------------- | -- | ------ | ------ | ----- |
| 1     | Chine           | 6  | 3      | 1      | 10    |
| 2     | États-Unis      | 1  | 1      | 2      | 4     |
| 3     | Russie          | 1  | 1      | 0      | 2     |
| 4     | Mexique         | 0  | 2      | 1      | 3     |
| 5     | Australie       | 0  | 1      | 0      | 1     |
| 6     | Canada          | 0  | 0      | 2      | 2     |
| 7     | Malaisie        | 0  | 0      | 1      | 1     |
| 7     | Grande-Bretagne | 0  | 0      | 1      | 1     |
| Total | Total           | 8  | 8      | 8      | 24    |